# Provincia de Sugamuxi
La provincia de Sugamuxi es una de las 15 provincias del departamento de Boyacá, Colombia.

## Límites provinciales
Los límites de la provincia son:
- Norte con las provincias de Valderrama y Tundama.
- Occidente con las provincias de Centro y Márquez.
- Este con la provincia de La Libertad y con el departamento del Casanare.
- Sur con la provincia de Lengupá y con el departamento del Casanare.

## Historia

Ubicación de la antigua provincia del Tundama en la Nueva Granada (1855).

Antes de la conquista española el territorio boyacense era asiento de la civilización chibcha, la cual en sus manifestaciones de organización social, cultural y productiva era la más desarrollada del país. Su nombre se origina del vocablo chibcha Bojacá que significa «cercano del cacique o región de la manta real». Una vez conquistada América, el gobierno fue ejercido por el gobernador general nombrado directamente por el rey. Después de varios siglos de dominación española y tras arduas y heroicas batallas se obtuvo la libertad definitiva en la batalla del Puente de Boyacá, donde el 7 de agosto de 1819 las tropas al mando del libertador Simón Bolívar se impusieron sobre los españoles.
Sugamuxi en un principio pertenecía a la provincia de Tundama, cuando ésta era Departamento. La Constitución de Cúcuta en 1821 dividió el país en departamentos, éstos en provincias, las provincias en cantones y estos últimos en parroquias; así inició su vida como entidad administrativa el departamento de Boyacá integrado por las provincias de Tunja, Pamplona, Socorro y Casanare. Por virtud de la Ley del 15 de junio de 1857, Boyacá obtuvo su creación como estado soberano formado por las provincias de Tunja, Tundama, Casanare, los cantones de Chiquinquirá y Vélez; según la Ley del 31 de octubre del mismo año se crearon 4 departamentos, Tunja con 42 distritos, Tundama con 46, Casanare con 21 y Oriente con 6.
Mediante la Constitución de Rionegro en 1863 las divisiones administrativas de Boyacá sufrieron varias modificaciones y según la Ley 10 del mismo año se adoptó una nueva división en 6 departamentos: Casanare, Tundama, Norte, Occidente, Oriente y Centro. La Constitución de 1886, de carácter centralista, dividió el país en departamentos, éstos en provincias y las provincias en municipios; las provincias fueron suprimidas en 1911 por Decreto Ejecutivo N.º 306 y el territorio de Tundama pasó a formar parte nuevamente del Departamento de Boyacá.

## Municipios
| Insignia | Nombre     | Área (km²)   | Habitantes | Altitud (m s. n. m.) | Año de fundación | Código postal urbano |
| -------- | ---------- | ------------ | ---------- | -------------------- | ---------------- | -------------------- |
|          | Aquitania  | 828          | 16.319     | 3030                 | 1777             | 152420               |
|          | Cuítiva    | 43           | 1.899      | 2750                 | 1550             | 152230               |
|          | Firavitoba | 109,9        | 7.109      | 2500                 | 1655             | 152250               |
|          | Gámeza     | 88           | 5.112      | 2750                 | 1585             | 152020               |
|          | Iza        | 54           | 2.078      | 2530                 | 1556             | 152240               |
|          | Mongua     | 365          | 4.886      | 2980                 | 1555             | 152001               |
|          | Monguí     | 69,6         | 4.453      | 2925                 | 1601             | 152201               |
|          | Nobsa      | 53           | 17.167     | 2495                 | 1593             | 152280               |
|          | Pesca      | 282          | 7.116      | 2600                 | 1548             | 152460               |
|          | Sogamoso   | 208.5        | 136.391    | 2492                 | 1810             | 152210 152211        |
|          | Tibasosa   | 94,3         | 13.925     | 2515                 | 1778             | 152260               |
|          | Tópaga     | 37           | 3.832      | 2890                 | 1593             | 152040               |
|          | Tota       | 314          | 5.502      | 2870                 | 1535             | 152440               |
| -        | Total      | 2.232,34 km² | 225.789    | -                    | -                |                      |

## Estructura de la provincia de Sugamuxi
Se encuentra ubicada en el oriente del departamento de Boyacá, con 225.789 habitantes, equivalente al 17,90 % de la población departamental. Es una de las provincias que junto con la Provincia de Tundama, representan el Mayor y más importante corredor industrial y comercial del departamento. Sus actividades socioeconómicas se desarrollan en torno a la Troncal Central del Norte, la carretera del Cusiana y otros ejes viales y secundarios.

## Transporte
La provincia cuenta con acceso aéreo a través del Aeropuerto Alberto Lleras Camargo, también cuenta con un servicio de buses urbanos conectados con la capital y un acceso de servicio de buses interdepartamentales y rurales con la región oriental del departamento. Se comunica con Bogotá por la autopista Briceño-Tunja-Sogamoso (BTS) y con los Llanos Orientales por la Transversal del Cusiana o ruta 62.
| Carretera                                  | Identificador                          |
| ------------------------------------------ | -------------------------------------- |
| Autopista Briceño-Tunja-Sogamoso           |                                        |
| Transversal del Cusiana                    | Identificador Vía al Llano             |
| Eje Tunja-Pesca-Sogamoso-Paz de Rio        | Identificador Antigua Ruta 61          |
| Transversal de los libertadores (Vía Tame) | Identificador Ruta de los libertadores |